# 德芙灵-皮尔天主教教育局
德芙灵-皮尔天主教教育局（字面翻譯：德芙灵-皮尔天主教區學校委員會，縮寫）是安大略省皮爾區的天主教教育局，总部在密西沙加天主教教育中心（Catholic Education Centre）。DPCDSB有146个学校（120个小学和26个高中）。DPCDSB也有85,278名学生（50,845名小学生和34,433名高中生）。